# Indigofera rehmannii
Indigofera rehmannii är en ärtväxtart som beskrevs av Baker f. Indigofera rehmannii ingår i släktet indigosläktet, och familjen ärtväxter. Inga underarter finns listade i Catalogue of Life.